# Storia dell'economia dell'Azerbaigian

## Descrizione
Nella Repubblica dell’Azerbaigian c’è un'economia che ebbe completato la sua transizione post-sovietica in una grande economia basata sul petrolio, in cui lo Stato svolse il ruolo principale. Il PIL nell’Azerbaigian aumentò del 41,7% nel primo trimestre del 2007, registrando l'aumento più alto di qualunque nazione nel mondo. La valuta nazionale, il manat azero, fu stabile nel 2000, svalutandosi del 3,8% rispetto al dollaro. Il disavanzo di bilancio è stato pari all'1,3% del PIL nel 2000. Il deficit di bilancio fu pari all'1,3% del PIL nel 2000.

## Storia

### Età sovietica
Fin dal periodo sovietico l'Azerbaigian era sempre stato industrialmente più sviluppato dell'Armenia e della Georgia, due paesi confinanti con la Transcaucasia, ma anche meno diversificato, a causa degli scarsi investimenti nel settore non petrolifero. A partire dal tempo del suo sviluppo industriale, l'Azerbaigian dimostrò di essere una nazione leader nel Caucaso meridionale.

### Indipendenza
Il petrolio rimane il prodotto più importante dell'economia dell'Azerbaigian insieme a cotone, gas naturale e prodotti agricoli che contribuiscono alla sua crescita economica negli ultimi cinque anni.
Più di 60 miliardi di dollari furono investiti nel petrolio dell'Azerbaigian dalle maggiori compagnie petrolifere internazionali nel consorzio AIOC gestito da BP. La produzione di petrolio nell'ambito del primo di questi PSA, con la compagnia operativa internazionale dell'Azerbaigian, fu iniziata nel novembre 1997 e ora è di circa 500.000 barili al giorno. La gente visita le terme di petrolio per fare il bagno nel greggio locale a Naftalan.
L'Azerbaigian condivise tutti i problemi delle ex repubbliche sovietiche nel passaggio da un'economia pianificata a un'economia di mercato, ma le sue risorse energetiche ne accrescono le prospettive a lungo termine. L'Azerbaigian iniziò a fare progressi sulla riforma economica e gli antichi legami economici e le strutture sono state lentamente sostituite. 
Nel 1992, l'Azerbaigian diventò un membro dell'Organizzazione per la cooperazione e lo sviluppo economico. Nel 2002, la marina mercantile dell'Azerbaigian contava 54 navi. Nel marzo 2001, l'Azerbaigian concluse un accordo sul gas con la Turchia, un futuro mercato di esportazione per l'Azerbaigian.
L'Azerbaigian stipulò 21 accordi di condivisione della produzione con varie compagnie petrolifere. Un oleodotto di esportazione che trasporta petrolio caspico nel Mediterraneo, l'oleodotto Baku-Tbilisi-Ceyhan, divenne operativo nel 2006. Si prevede che l'oleodotto avrebbe generato fino a 160 miliardi di dollari di ricavi per il paese in 30 anni. Anche i produttori del Caspio orientale in Kazakistan espressero interesse ad accedere a questo oleodotto per trasportare una parte della loro produzione.
Nel 2010, l'Azerbaigian entrò a far parte dei primi otto maggiori fornitori di petrolio nei paesi dell'UE con 9,46 miliardi di euro. Nel 2011, la quantità di investimenti stranieri in Azerbaigian era di 20 miliardi di dollari , un aumento del 61% rispetto al 2010. Secondo il Ministro dello Sviluppo Economico dell'Azerbaigian, Shahin Mustafayev, nel 2011 "15,7 miliardi di dollari furono investiti nel settore non petrolifero, mentre il riposo - nel settore petrolifero. Nel 2012, a causa degli sviluppi economici dopo il crollo dell’Unione Sovietica, si prevedeva che l'Azerbaigian diventasse la "Tigre del Caucaso". Nel 2015, la Turchia e l'Azerbaigian concordarono di aumentare gli scambi commerciali a 15 miliardi di dollari entro il 2023.